# Garrett Wang

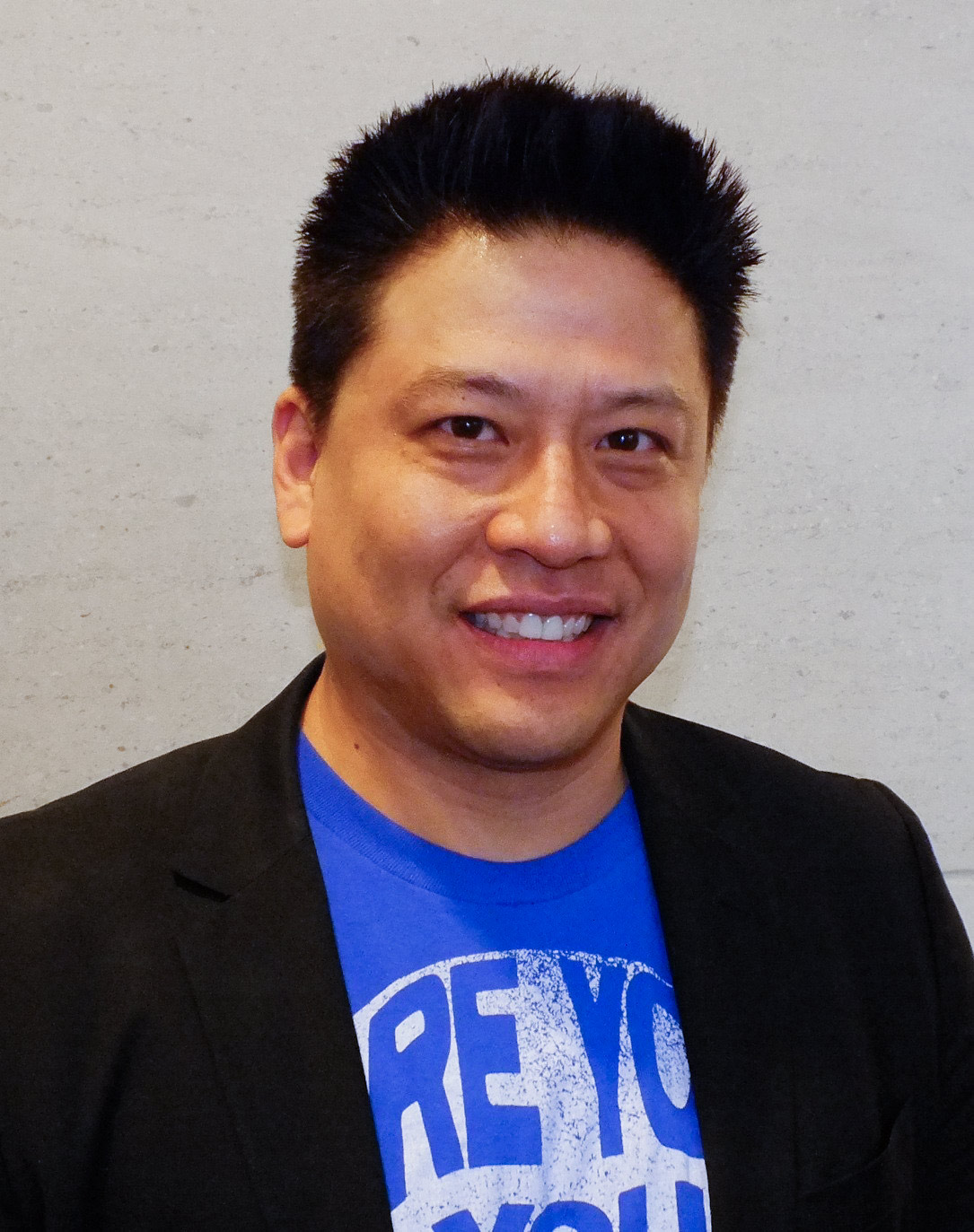
Garrett Wang, 2013

Garrett Richard Wang (chinesisch 王以瞻, Pinyin Wáng Yǐzhān, W.-G. Wang Yi-chan, Jyutping Wong1 Ji5zim1; * 15. Dezember 1968 in Riverside, Kalifornien) ist ein US-amerikanischer Schauspieler mit chinesischen Wurzeln in Taiwan.

## Leben
Wang reiste bereits in frühen Jahren viel durch die Vereinigten Staaten, aufgrund wechselnder beruflicher Tätigkeiten seines Vaters. Nach Abschluss der Highschool in Memphis, Tennessee zog seine Familie endgültig nach Los Angeles. Dort studierte er an der UCLA Asiatische Kultur. Seine Professorin Jenny Rountree ermunterte ihn jedoch dazu, sein schauspielerisches Talent weiter zu verfolgen.
Im Jahr 1997 wurde er vom People Magazine unter die 50 schönsten Menschen der Welt gewählt. Vier Jahre später wurde er von E! zu den 20 coolsten Junggesellen gezählt.
Wang hat eine Schwester namens Laura.

## Karriere
Vor seiner Filmkarriere wirkte Wang in einigen Werbespots mit und spielte Theater. Im Jahr 1994 bekam er eine Gastrolle im Pilotfilm der Fernsehserie American Girl. Im selben Jahr gelang ihm der Durchbruch mit der Rolle des Fähnrichs Harry Kim in der Science-Fiction-Serie Star Trek: Raumschiff Voyager, die er bis zum Ende der Serie im Jahr 2001 bekleidete. Sein Anliegen, es mehreren seiner Kollegen gleichzutun und einmal bei einer Episode der Serie Regie zu führen, wurde von den Produzenten abgelehnt.
Er wirkte außerdem in vielen unabhängigen Filmen, wie etwa in Angry Cafe (1995), in Hundred Percent (1998) sowie Ivory Towers (1998) und in Demon Island (2002), mit. Im Jahr 1999 stand er in der Komödie The Auteur Theory vor der Kamera. Im Jahr 2005 bekam er die Rolle des „Chow-Ping Yen“ in der Western-Miniserie Into the West.
Im Jahr 2007 verkörperte er den Charakter Garan im Fanfilm Star Trek: Of Gods and Men. Zwei Jahre später wirkte er im Film Why am I doing this? mit.

## Filmografie (Auswahl)
- 1995: Flesh Suitcase
- 1995: Angry Cafe
- 1995–2001: Star Trek: Raumschiff Voyager (Fernsehserie, 170 Folgen)
- 1998: Ivory Tower
- 1998: Hundred Percent
- 2002: Piñata – Dämoneninsel (Demon Island)
- 2005: Into The West (TV Mini-Serie)
- 2007: Star Trek: Of Gods And Men (Fan-Fiction-Produktion)
- 2008: Acts Of Violence
- 2009: Why Am I Doing This?